# Hawaii Chiefs 1961-1962
La stagione 1961-62 degli Hawaii Chiefs fu la 1ª nella ABL per la franchigia.
Gli Hawaii Chiefs arrivarono terzi nella Western Division con un record di 29-53. Nei play-off persero il turno preliminare con i New York Tapers (1-0).

## Roster
| N° | Naz.                   | Ruolo | Sportivo       | Anno | Alt. | Peso |
| -- | ---------------------- | ----- | -------------- | ---- | ---- | ---- |
|    | Stati Uniti (bandiera) | GA    | Bob Anderegg   | 1937 | 191  | 91   |
|    | Stati Uniti (bandiera) | C     | Dick Brott     | 1935 | 203  | 95   |
|    | Stati Uniti (bandiera) | G     | Frank Burgess  | 1935 | 185  | 88   |
|    | Stati Uniti (bandiera) | AC    | Jeff Cohen     | 1939 | 201  | 102  |
|    | Stati Uniti (bandiera) | G     | David Denton   | 1938 | 188  | 84   |
|    | Stati Uniti (bandiera) | G     | Lee Harman     | 1936 | 183  | 86   |
|    | Stati Uniti (bandiera) | A     | Rick Herrscher | 1936 | 188  | 84   |
|    | Stati Uniti (bandiera) | A     | Lowery Kirk    | 1938 | 196  | 88   |
|    | Stati Uniti (bandiera) | G     | Herbert Lee    | 1940 | 183  | 91   |
|    | Stati Uniti (bandiera) | AC    | Grady McCollum | 1938 | 193  | 88   |
|    | Stati Uniti (bandiera) | A     | Dave Mills     | 1940 | 198  | 95   |
|    | Stati Uniti (bandiera) | G     | Max Perry      | 1937 | 175  | 70   |
|    | Stati Uniti (bandiera) | A     | George Price   | 1938 | 196  | 93   |
|    | Stati Uniti (bandiera) | C     | Fred Sawyer    |      | 211  | 102  |
|    | Stati Uniti (bandiera) | C     | Bill Spivey    | 1929 | 213  | 91   |
|    | Stati Uniti (bandiera) | GA    | Govoner Vaughn | 1932 | 193  | 82   |
|    | Stati Uniti (bandiera) | G     | Dale Wise      | 1939 | 193  | 93   |
|    | Stati Uniti (bandiera) | G     | Allan Young    | 1935 | 180  | 77   |

## Staff tecnico
- Allenatore: Red Rocha